# Assedio di Amantea
(Étienne Jacques Joseph Alexandre Macdonald, generale di artiglieria che partecipò all'assedio, citato da Gabriele Turchi, Storia di Amantea, p. 127, ISBN 8887080658)
L'assedio di Amantea è stata un'operazione bellica inserita all'interno dell'Insurrezione calabrese, episodio della Guerra della Terza Coalizione.
L'assedio decisivo durò una quarantina di giorni, dal 29 dicembre 1806 al 7 febbraio 1807, tuttavia per tutto il 1806 vi furono ostilità tra l'esercito francese ed i resistenti borboniani sostenuti dal Regno Unito.

## Premesse
I Borbone di Napoli l'11 aprile 1805 entrarono nella Terza coalizione contro Napoleone Bonaparte: questi sconfisse gli eserciti coalizzati nella battaglia di Austerlitz (2 dicembre 1805), e colse il pretesto per l'invasione dei territori borbonici. Sei anni dopo la breve parentesi della Repubblica Napoletana del 1799, l'esercito francese stavolta napoleonico tornò alla conquista del Mezzogiorno d'Italia.
Il 15 febbraio 1806 i francesi entrarono a Napoli, e il fratello di Napoleone, Giuseppe Bonaparte, fu proclamato Re di Napoli. Il re Ferdinando IV di Napoli si rifugiò a Palermo, dove con l'aiuto degli inglesi diresse la resistenza della guerriglia borbonica sul continente.
In particolare in Calabria si distinsero diversi attivi focolai di resistenza contro l'occupazione francese, come già accaduto sei anni prima.

## L'occupazione francese di Amantea e lo sbarco anglo-borbonico

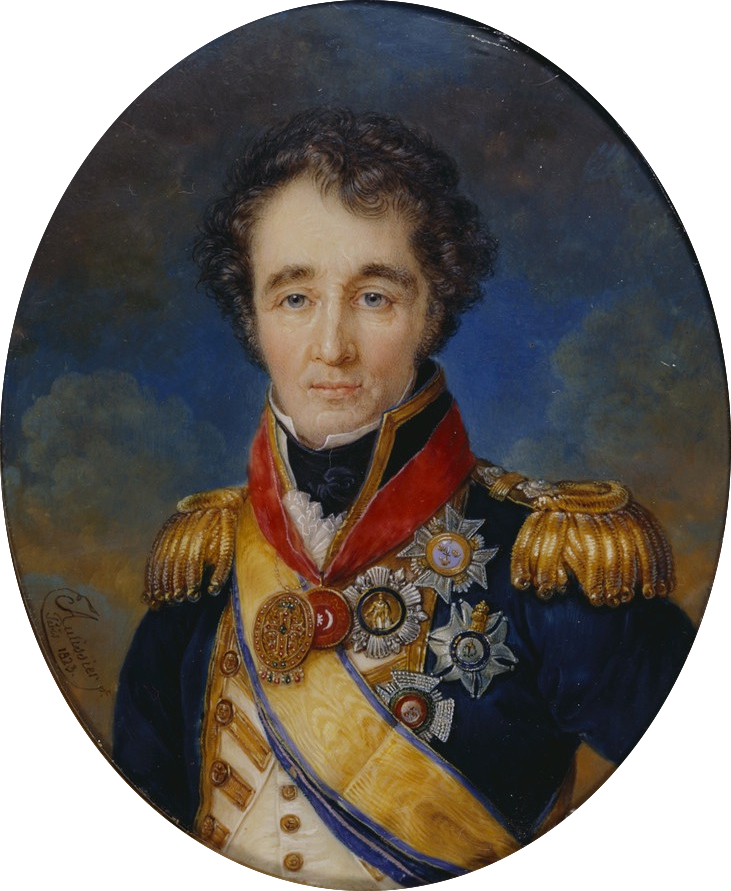
Sir William Sidney Smith (1764-1840), ammiraglio britannico di stanza nelle acque del Tirreno durante l'assedio di Amantea.

Nel mese di marzo 30 000 soldati francesi guidati dai generali Guillaume Philibert Duhesme e Jean Reynier scesero in Calabria.
Amantea fu occupata senza resistenza il 12 marzo 1806 da un distaccamento di volteggiatori polacchi a piedi. Il comandante della piazza, il castellano Angelo Maria Abate Biondi di Serra d'Aiello, era fuggito. Alcuni cittadini furono incarcerati con l'accusa di essere filo-borbonici, spesso su denuncia motivata da rancori personali; il 21 maggio 1806 un amanteota di 47 anni, Alessandro Mirabelli, venne fucilato con l'accusa di aver opposto resistenza all'occupazione francese.
Il 4 luglio i francesi furono sconfitti dalle forze anglo-borboniche nella battaglia di Maida, combattuta non lontano da Amantea, nella piana di Sant'Eufemia. Una flotta anglo-siciliana comandata dall'ammiraglio britannico William Sidney Smith e composta da un vascello, due fregate, due brick e dieci lancioni si schierò in posizione da combattimento nelle acque di fronte ad Amantea. Il presidio francese abbandonò la cittadina per ripiegare verso Cosenza lungo la via di Lago, portando con sé alcuni prigionieri politici: la colonna fu attaccata da alcuni borboniani amanteoti nei pressi del sobborgo della Taverna, e poi da altri gruppi armati lungo la strada nei pressi di San Pietro, Terrati e Lago, tanto che i napoleonici furono costretti a rilasciare i prigionieri.
I borboniani amanteoti segnalarono alla flotta anglo-borbonica che i francesi si erano ritirati: la flotta sbarcò sulla spiaggia di Amantea 100 soldati inglesi, guidati dal generale Coll, e le bande di borboniani capeggiate da Necco di Scalea e Michele Pezza di Itri, meglio noto come "Fra' Diavolo". L'ammiraglio Smith nominò castellano Ridolfo Mirabelli, che ebbe subito da fronteggiare le rappresaglie dei borboniani che erano stati arrestati dai francesi a danno dei cittadini considerati filo-francesi: alcuni cittadini furono fatti riparare nelle navi inglesi per evitare le ritorsioni dei loro avversari politici. Ciò non evitò numerosi delitti anche efferati, avvenuti ad Amantea e nei paesi vicini.
Nel frattempo, mentre i capimassa si disperdevano a controllare i paesi circostanti (sotto il comando del Preside della Provincia, Giovanni Battista De Micheli da Longobardi) ed a riparare le mura e le difese cittadine, la guarnigione inglese che giorno presidiava la cittadina ogni notte rientrava sulle navi, temendo insidie.

## Le incursioni francesi dell'estate-autunno 1806

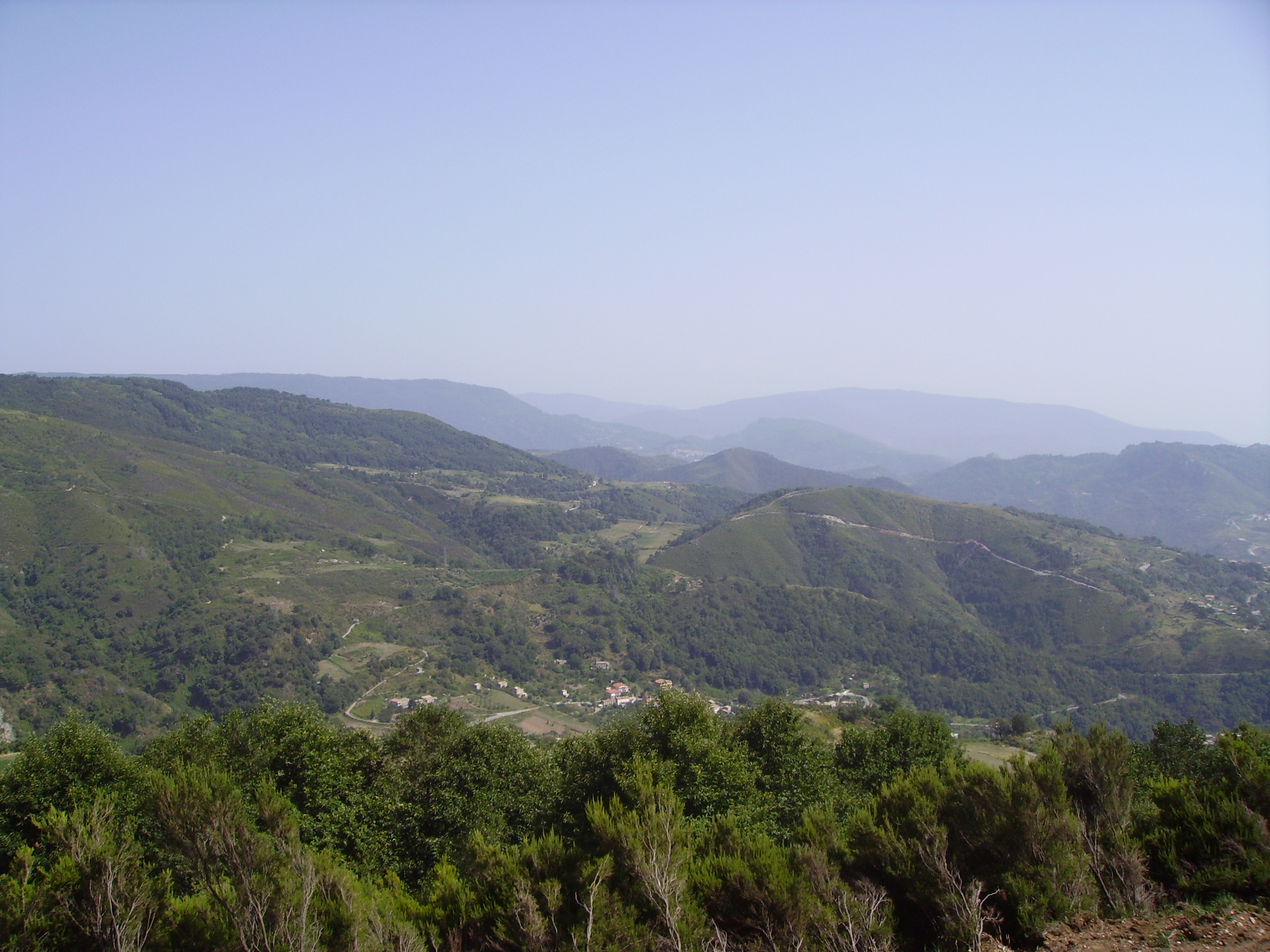
Le alture circostanti il passo di Vadi viste dalle pendici di Monte Cocuzzo. I francesi dovevano muoversi in questo terreno insidioso ed a loro sconosciuto.

Il 5 luglio il generale Jean Antoine Verdier (accompagnato da alcuni fuggiaschi amanteoti filo-francesi, tra cui il tenente colonnello Luigi Amato ed il capitano Gaspare Cozza) si avvicinò ad Amantea per riconquistarla, ma alla fine vi rinunciò e ritornò a Cosenza.
I borboniani si fortificarono nell'entroterra in località Potame, a dominio della strada per Cosenza via Lago. In quel campo, per ordine del Preside De Micheli, ricevevano dal sindaco dei nobili di Amantea, Giuseppe Cavallo, 500 razioni di pane e vino ogni giorno alle ore 14.
Tre colonne francesi inviate dal maresciallo Andrea Massena e guidate dai generali Verdier, Reynier e Julien Auguste Joseph Mermet marciarono su Amantea il 24 agosto. Lo scontro con le masse borboniane avvenne sulle pendici di Monte Cocuzzo: i borboniani resistettero ma dovettero abbandonare il campo di Potame e ripiegare nelle mura di Amantea, che fu raggiunta da Verdier il 28 agosto. Tuttavia i francesi si ritirarono.
Il 27 settembre 1806 il generale Verdier arrivò alle porte della città con due reggimenti di fanteria, due cannoni e alcune squadre della guardia civica. Tutte queste truppe assalirono la città, ma furono respinte a Cosenza già il giorno seguente.
Sull'onda dell'ottimismo in questo periodo furono consumati molti efferati delitti ai danni dei cittadini filo-francesi e delle loro famiglie, spesso possidenti o notabili.
Amantea era anche un approdo per i rinforzi borboniani provenienti dalla Sicilia: nel mese di novembre vi approdarono con imbarcazioni inglesi diversi capimassa. Il sindaco Giuseppe Cavallo era incaricato di rifornire di viveri le truppe. Ad Amantea del resto confluivano borboniani da molte località vicine: ad esempio il 1º dicembre 1806 i francesi fucilarono due marinai di Diamante che avevano affittato la loro barca per il trasporto di volontari da Diamante ad Amantea.

## L'assedio del dicembre 1806

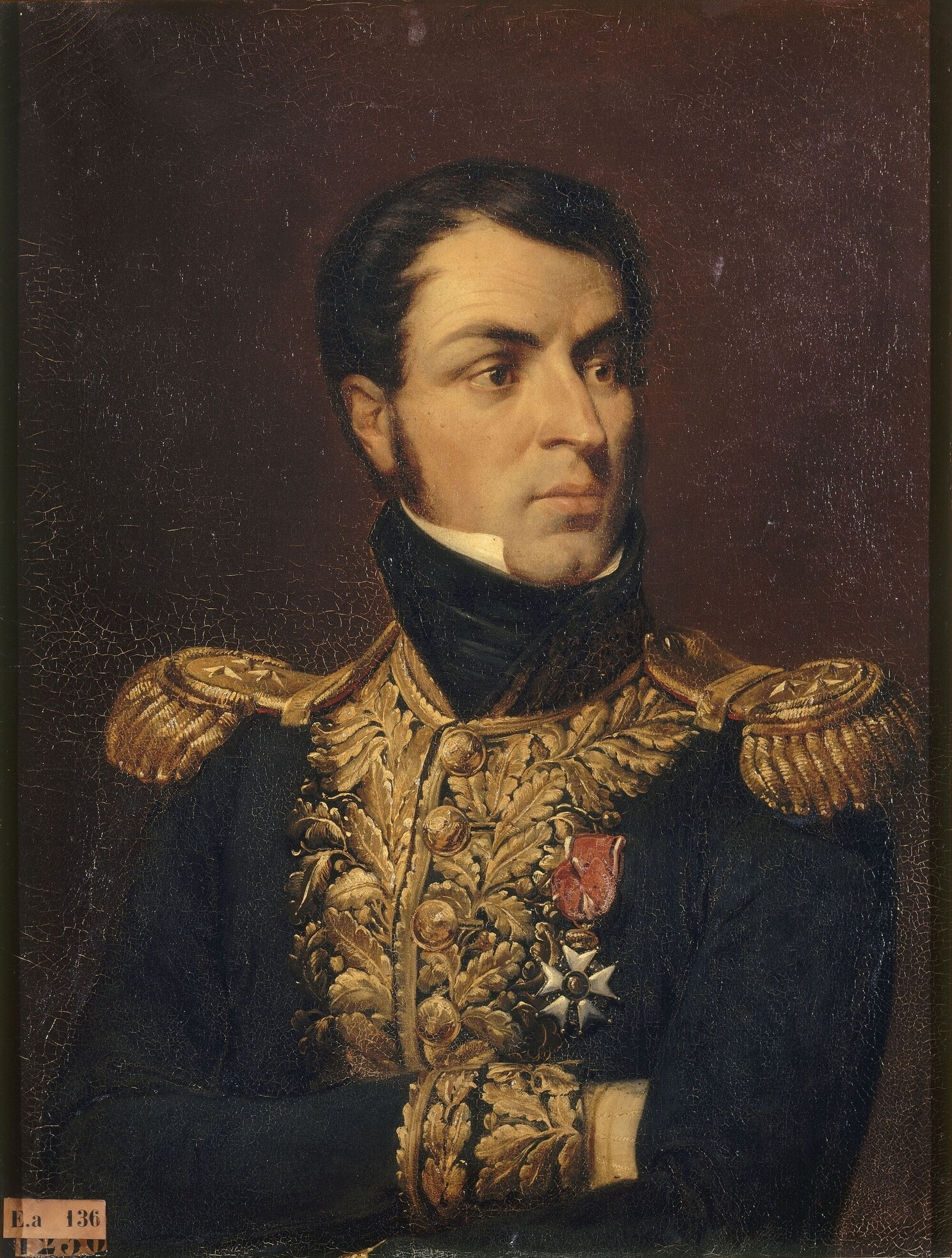
Il generale Jean Reynier (1771-1814), conquistatore di Amantea.

Il 3 dicembre 1806 i francesi tornarono in forze da Cosenza verso Amantea: 5000 soldati guidati dai generali Duhesme, Reynier, Verdier, Ortigoni e Giovanni Battista de' Franceschi. Occuparono Lago e San Pietro, incontrando resistenza da parte di circa 1200 borboniani guidati dai capimassi Mele, Presta, Morrone e Parafante a Lago e da Stocchi, Alice e Lopez a San Pietro. Quindi iniziarono l'assedio della cittadina, sistemandosi in due accampamenti, uno a nord sull'altura di Camolo, l'altro a sud in località Cannavina (occuparono tra l'altro il convento di San Bernardino da Siena). I francesi dislocarono un presidio anche sulla spiaggia di Amantea, per impedire lo sbarco di rinforzi.
La situazione degli assediati si fece difficile. Essi disponevano di tre cannoni di grosso calibro, collocati nel Castello, e di sette pezzi di artiglieria più piccoli, dislocati sui bastioni e sulle porte di Catocastro e Paraporto.
Secondo la colorita descrizione fatta dallo storico locale Gabriele Turchi, l'acqua divenne una risorsa scarsa e costosissima, l'aceto diluito veniva passato come vino ed il rosolio si otteneva macerando fichi secchi nell'acqua. Gli animi erano infervorati in particolare da un frate cappuccino, padre Michele Ala. Si racconta anche di una nobildonna, la baronessa Laura Procida, moglie del barone Giulio Cesare Fava, che capeggiava un gruppo di difensori composto dai suoi contadini e dai domestici.
Il primo assalto francese fu il 5 dicembre, dalla parte della Chiesa Madre, ma gli assedianti furono respinti con 40 morti e numerosi feriti.
Un nuovo assalto fu tentato nella notte dell'8 dicembre, dalla parte della rampa di San Pantaleo (vicino alla Chiesa Madre), guidato dal capitano amanteota in servizio nell'esercito francese Gaspare Cozza. L'assalto fu scoperto da una donna, forse una prostituta, la popolana Elisabetta Noto (divenuta oggi una sorta di eroina locale): essa infatti vedendo muoversi i francesi diede l'allarme. I francesi stavolta ebbero 60 morti, oltre ai feriti.
A questo punto il generale Verdier, viste le ingenti perdite subite, ordinò la ritirata a Cosenza, dove arrivò il 9 dicembre. Pare che i borboniani incalzarono i francesi in ritirata catturando circa 200 prigionieri. Il 19 dicembre Ferdinando IV di Napoli conferì al castellano Ridolfo Mirabelli il grado di tenente colonnello di fanteria.

## Il secondo assedio: gennaio-febbraio 1807

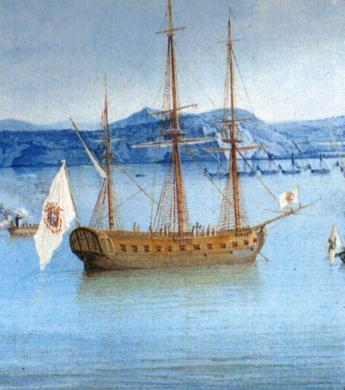
La fregata borbonica "Minerva", che nel gennaio 1807 stazionò nelle acque amanteote.

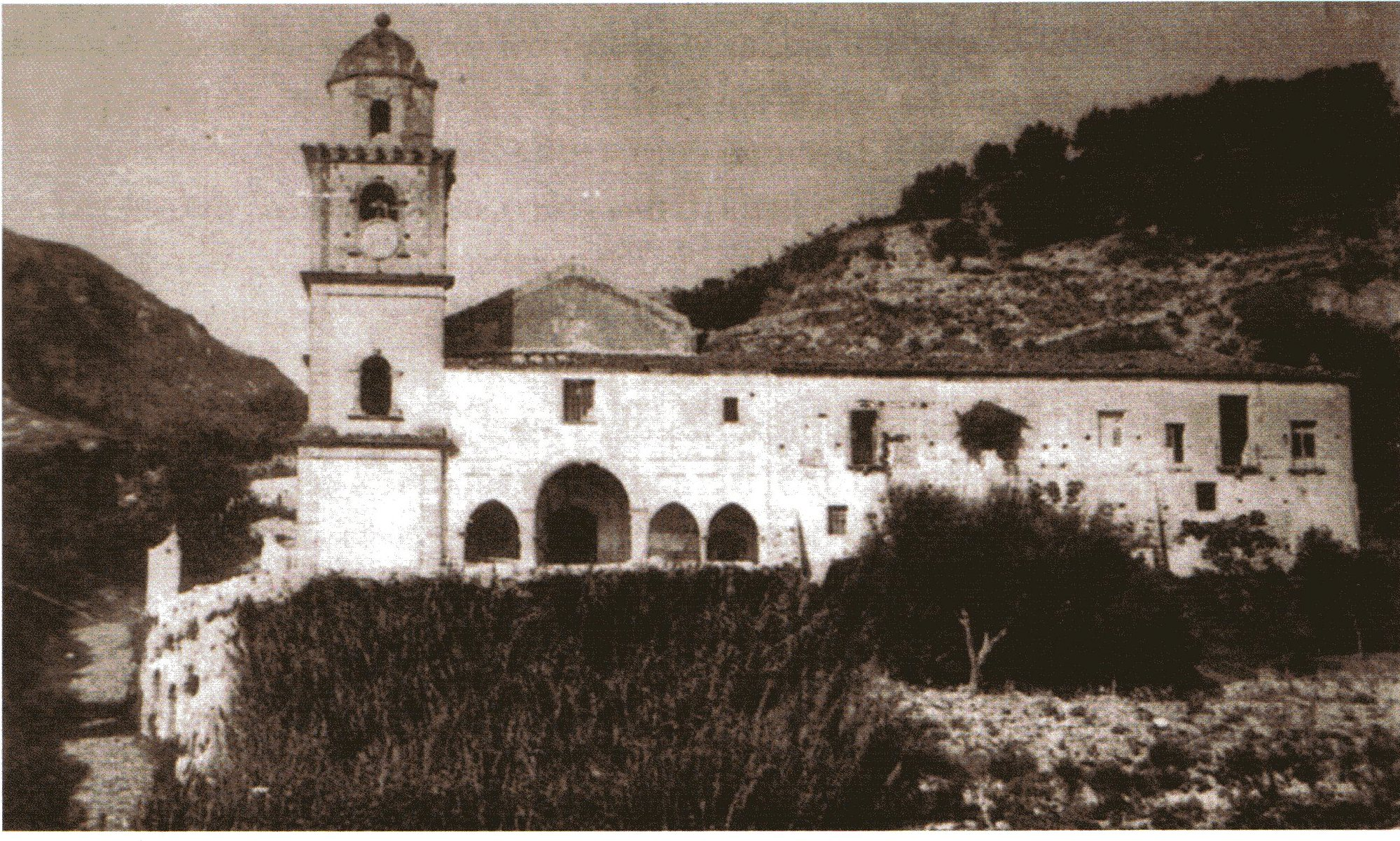
Il convento di San Bernardino, uno dei capisaldi degli assedianti fuori le mura, come si presentava prima del terremoto del 1905. Oggi il complesso di San Bernardino è un monumento nazionale.

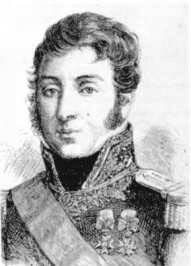
Il generale Jean Antoine Verdier (1767-1839), comandante degli assedianti.

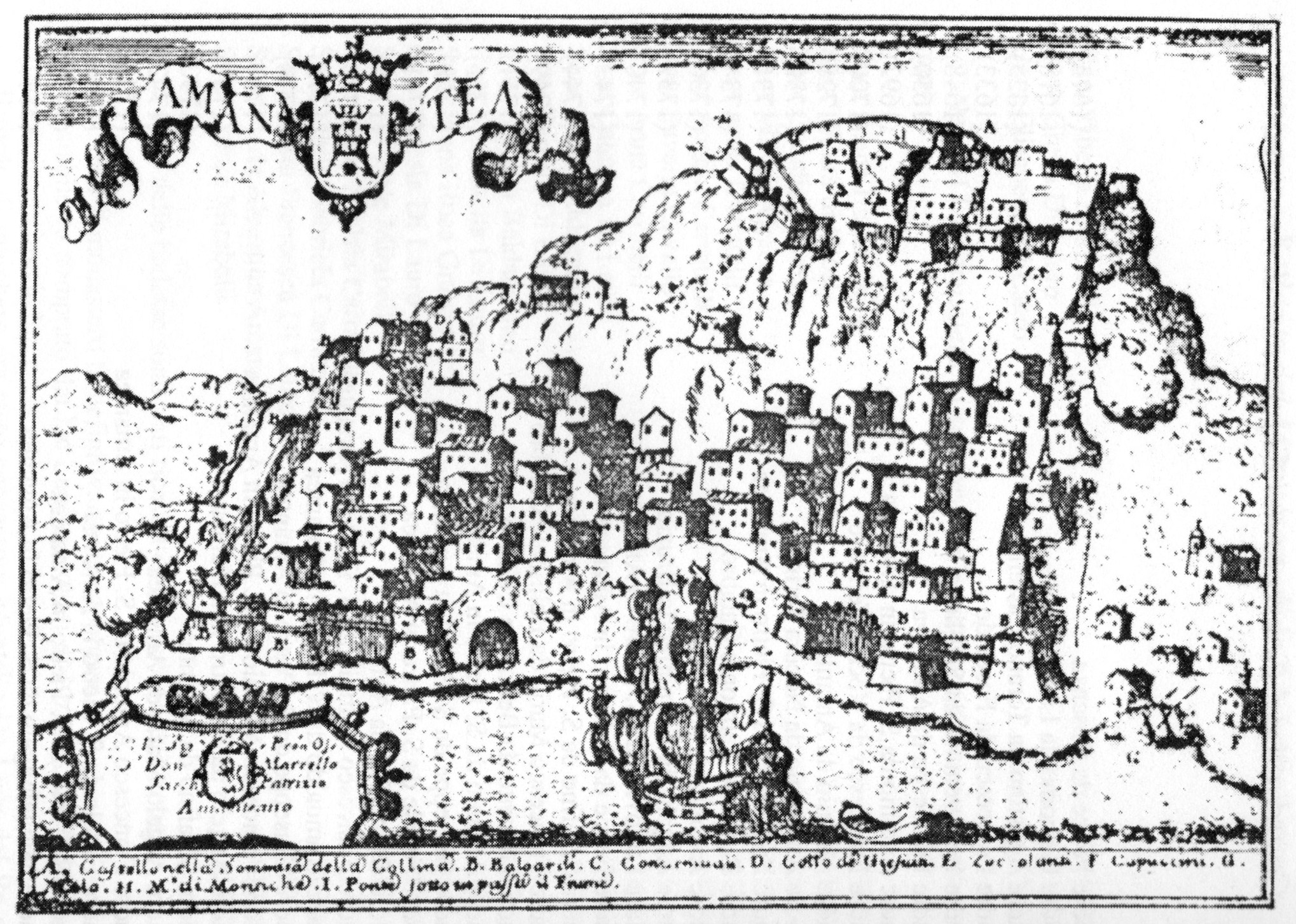
Una veduta settecentesca di Amantea.

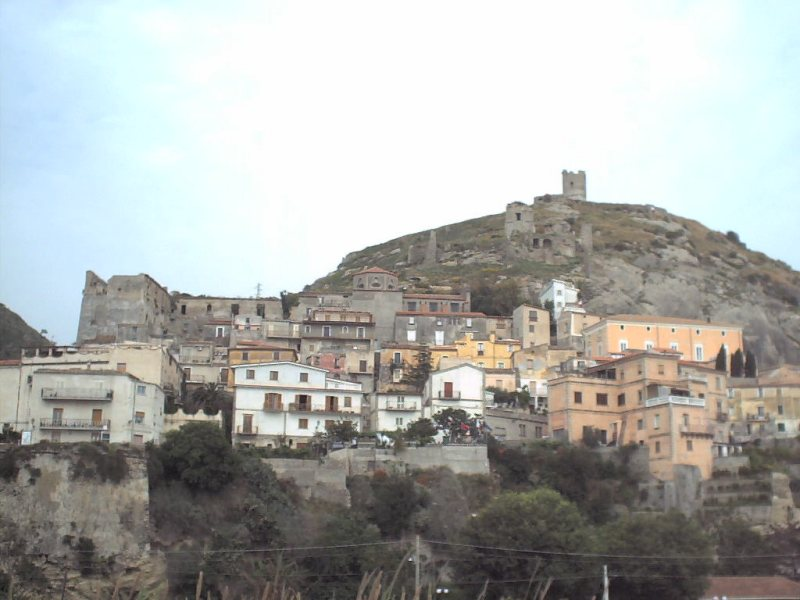
Uno scorcio del centro storico di Amantea, dominato dalla torre angioina del Castello

### Lo schieramento
Distaccamenti francesi intanto occupavano l'abitato Fiumefreddo l'11 dicembre (ma non il potente Castello della Valle) e Longobardi, quartier generale del Preside della Provincia De Micheli, il 26 dicembre. Il De Micheli riuscì a fuggire per mare, ma tutto il suo carteggio con il comando borbonico in Sicilia e con i sovrani cadde in mani francese.
Il 29 dicembre 1806 Verdier si presentò nuovamente davanti alle mura di Amantea con quattro battaglioni di circa 2400 uomini, una compagnia di cannonieri comandati dal generale Charles Pierre Lubin Griois, una compagnia di zappatori del Genio comandati dal tenente colonnello Étienne Jacques Joseph Alexandre Macdonald, un reggimento corso di 300 uomini, 800 volteggiatori comandati dal generale Jacques Gilles Henri Goguet e circa 2000 guardie civiche comandate dal maggiore Falcone.
La sera dello stesso giorno, il generale Luigi Peyri iniziò l'assedio di Belmonte.
Il 2 gennaio 1807 a causa del forte vento i francesi furono costretti ad abbandonare l'accampamento in località Pianette.  Tuttavia la sera stessa del 2 gennaio Verdier tornò a schierare i suoi uomini nell'assedio: un battaglione ed il reggimento dei corsi fu schierato sull'altura di Camolo, due battaglioni nella vallata del Catocastro tra Lago e Poliano a presidio della strada per Cosenza e del passo di Vadi diretto a Belmonte, una compagnia a San Pietro ed un battaglione in località Cannavina a sud di Amantea, mentre le guardie civiche controllavano le retrovie ed impedivano i rifornimenti agli assediati. Gli zappatori avevano scavato due trincee, una da San Bernardino alla Taverna verso la costa, l'altra da San Bernardino al Carmine.
L'artiglieria fu sistemata nel convento di San Bernardino, mentre un cannone da 12 libbre (95 mm odierni) ed un obice furono posizionati sulla chiesa del Carmine (che si trovava fuori le mura), in località Cannavina furono sistemati un obice ed un mortaio, a Camolo due pezzi da 4 libbre (65 mm odierni).
I francesi fecero spargere la falsa notizia che Belmonte era caduta, per sgomentare gli assediati. Il fuoco d'artiglieria iniziò il 5 gennaio. Il giorno successivo, il 6, al largo delle acque di Amantea comparvero la fregata borbonica "Minerva" e due corvette provenienti dalla Sicilia, a cui l'11 gennaio si unirono una goletta ed una cannoniera, che quello stesso giorno verso le ore 12 tentarono uno sbarco, venendo respinti dall'artiglieria francese.
Il 13 gennaio gli assediati tentarono una sortita verso la marina, per provare a mettersi in contatto con la flotta borbonica, ed in parte vi riuscirono anche se furono ricacciati. Si racconta in particolare di un bambino che raggiunse a nuoto la flotta, bersagliato dalle scariche di fucileria francesi. Il giorno successivo Verdier avviò la costruzione di un fortino sulla costa, per impedire nuovi contatti con la flotta. Il Preside della Provincia, Giovanni Battista De Micheli, che nel frattempo era tornato a Longobardi, ebbe a dire in un rapporto che "era difficile di poter entrare nella città anche a una gatta".

### Gli attacchi decisivi
Tra 15 e 16 gennaio la città fu battuta violentemente dall'artiglieria, che provocò una breccia nelle mura a sud, dalla parte del Carmine. Il successivo assalto francese fallì, ed anzi la sera del 15 gennaio circa 200 borboniani guidati dai capimassa "Centanni" e Morrone, poco favorevoli all'ipotesi di una resa che ormai sembrava imminente, riuscirono ad uscire dalla cittadina assediata ed a raggiungere Belmonte, che anch'essa ancora resisteva. Probabilmente i francesi non ostacolarono la fuoriuscita, ritenendo che questa indebolisse la guarnigione.
Il 18 gennaio i francesi catturarono 48 bovini e 40 ovini che i vicini belmontesi avevano mandato agli assediati amanteoti, che erano ormai ridotti alla fame ed alla disperazione. Nel frattempo l'artiglieria e le mine provocarono nuovi crolli nelle mura dalla parte del Carmine. Gli assediati si difesero gettando sui francesi macigni e liquido bollente.
Il generale Verdier rientrò a Cosenza, e lasciò il comando delle operazioni a Peyrì, reputando ormai agli sgoccioli la resistenza degli amanteoti. I borboniani infatti avevano iniziato a dividersi, tra chi era favorevole alla resa, come il castellano Ridolfo Mirabelli, e chi voleva resistere ad oltranza, come Antonio e Luigi Mariano (promotori peraltro della maggior parte dei delitti contro filo-francesi o presunti tali avvenuti nei mesi precedenti). Mirabelli ordinò l'arresto di Luigi Mariano.
Da Belmonte il 19 gennaio giunse una colonna di borboniani, guidata da Onofrio Mancini, con lo scopo di disturbare gli assedianti. Nel frattempo il generale Peyrì inviò il colonnello Luigi Amato, uno dei due ufficiali amanteoti che militavano nell'esercito francese, a parlamentare con Ridolfo Mirabelli per chiedere la resa della cittadina. Mirabelli chiese dieci giorni di tregua per riflettere, i francesi offrirono solo 2 ore, ed allora Mirabelli rifiutò ogni accordo.
Alle due di notte del 20 gennaio 1807 ricominciò il fuoco di artiglieria francese su Amantea; tuttavia nei giorni seguenti non ci furono ulteriori attacchi, mentre gli zappatori scavavano gallerie per minare le mura dall'interno (e tra l'altro Gabriele Turchi racconta che gli assediati, non capendo a cosa servissero quegli scavi, ridevano di quelle operazioni, dicendo che avrebbero riempito quelle fosse di cadaveri francesi).
Nel frattempo Longobardi fu presa nuovamente, molti capimassa morirono nella sua difesa e lo stesso Preside De Micheli catturato riuscì a riparare rocambolescamente a Fiumefreddo; al largo di Amantea il 27 gennaio comparve una fregata britannica, comandata dal nipote dell'ammiraglio William Sidney Smith, che portava rinforzi per gli amanteoti. Gli assediati riuscire ad inviare un messo alla nave, tale Giuseppe Francesco Secreti detto "Gal Gal", che poi rimase a bordo della nave per presentarsi ai sovrani a Palermo a nome degli amanteoti. In soccorso alla fregata il 29 gennaio giunsero un'altra fregata e due corvette borboniche, però il tentativo di sbarco fallì sotto i colpi dell'artiglieria francese.

### Verso la resa
A quel punto il generale Reynier prese il comando delle operazioni, arrivando da Cosenza con due cannoni da 12 libbre ed un mortaio, deciso ad entrare ad Amantea. Il 30 gennaio fu inviato nuovamente il colonnello Amato a parlamentare con Ridolfo Mirabelli, che si dimostrò disposto ad accettare le condizioni della resa: tuttavia molti borboniani forestieri, ed in particolare tale Marcello Lopez che aveva grado di alfiere, accusarono lo stesso castellano Mirabelli di tradimento e collusione con i francesi "conculcatori di altari, loquaci di libertà ma propugnatori, perché forestieri, di più turpe servaggio", e si opposero alla resa. Furono minacciate ritorsioni contro i familiari dello stesso colonnello Amato che si trovavano in città, ed i francesi risposero tenendo in ostaggio un bambino che gli era stato inviato come messo.
Verso le ore 14 del 5 febbraio 1807 fu fatta esplodere la mina da 1900 libbre di polvere da sparo caricata sotto le mura dalla parte di Paraporto: l'intero bastione crollò, ed ancora oggi quel luogo è conosciuto con il toponimo di "'a mina". Dalla breccia penetrarono per primi i carabinieri del 22º fanteria, e quando calò la notte e si interruppero i combattimenti era chiaro che l'indomani tutta Amantea sarebbe caduta: i forestieri più facinorosi abbandonarono Amantea dalla parte del fiume Catocastro, e Ridolfo Mirabelli convinse gli altri a capitolare.
All'alba del 6 febbraio fu issata la bandiera bianca sul Castello, e Mirabelli inviò dal generale Reynier il tenente Trigona con l'offerta di capitolazione, che fu prontamente accettata. Mirabelli dovette recarsi nel campo francese calandosi dalle mura con una fune, poiché il presidio borboniano della porta di Paraporto si rifiutava di aprirla. La resa fu firmata in una casa colonica in contrada Rota, presso la Chiesa del Carmine. Sulla facciata di quella casa all'inizio del Novecento fu collocata un'epigrafe commemorativa dell'assedio, dettata dal marchese Ernesto De Luca di Lizzano.
La piazza avrebbe dovuto capitolare entro le tre del pomeriggio del 7 febbraio, tuttavia Mirabelli faticò a convincere molti suoi uomini ad obbedirgli, e dovette intervenire anche uno dei due ufficiali amanteoti in servizio nell'esercito francese, Gaspare Cozza. Alla fine, verso le ore 10 di mattina del 7 febbraio, furono rimossi i blocchi alle porte di Paraporto e Catocastro ed una compagnia di volteggiatori francesi occupò quanto rimaneva del Castello.

## Eventi successivi alla resa
Ridolfo Mirabelli ottenne l'onore delle armi da parte dei francesi, che lo scortarono fino a Palmi, dove fu imbarcato sulla fregata britannico dell'ammiraglio Smith. In seguito raggiunse Palermo, dove fu inquadrato nell'esercito regolare borbonico e combatté ancora in Calabria nella battaglia di Mileto (28 maggio 1807). Tuttavia poco dopo fu arrestato per debiti su richiesta dei creditori ed incarcerato a Messina.
Il comando della piazza di Amantea fu affidato al generale Ortigoni. Questi fece arrestare ventiquattro capimassa borboniani responsabili della resistenza e fece fucilare ventuno di essi tra il 18 ed il 25 febbraio 1807: si trattava degli amanteoti Antonio Mariano, Nicola Morello, Francesco e Giuseppe Apa, Gaetano Vetere, Gennaro Morelli, Giuseppe Lombardo, Gaetano Mariano, dei belmontesi Francesco e Giuseppe Tirri, di Gaetano Janni da Lago, di Pietro Donnici da Crotone, di Gabriele Bruni da San Lucido, di Antonio Muro da Rofrano e di Luigi Mele da Catanzaro.
Fu costituita una guardia civica locale, formata dai cittadini filo-francesi, e furono smantellate le mura e tutte le fortificazioni. La popolazione di Amantea si era ridotta da circa 3000 ad 800 unità, e Gabriele Turchi riporta che il primo matrimonio dopo l'assedio fu celebrato il 30 marzo 1807, oltre un mese dopo la capitolazione, tra vedovi.
Si verificarono sporadici e disorganizzati tentativi di riconquista borbonica della città, nel mese di maggio ed il 28 giugno. Tuttavia la forte presenza francese impedì tutto.